# Josefinos (herejía)
Los Josefinos (latín Josephini o Josepini) fueron heréticos cristianos condenados por el decreto Ad abolendam del Papa Lucio III en 1184 con el apoyo del Emperador Federico I. Fueron sometidos a un anatema perpetuo junto con los cátaros y patarenos, humiliati, orden religiosa italiana de hombres formada probablemente en el siglo XII. Fue suprimido por una bula papal en 1571, aunque una orden asociada de mujeres continuó hasta el siglo XX, los pobres de Lyon, pasagianos y arnaldistas.
No se sabe casi nada de los josefinos. Se los menciona, de nuevo junto a los pasiegos, que practicaban la circuncisión, en una bula del papa Gregorio IX en 1231 y en los estatutos del emperador Federico II en 1239. De esto, Robert Eisler concluye que eran judaizantes. Los relaciona con una secta de paulicianos del siglo VII que reclamaba la descendencia de Josefo Epafrodito, ya reconocido como una figura espuria por Pedro de Sicilia y Pseudo-Fotius en el siglo IX. Representa una fusión de Flavio Josefo y el liberto Epafrodito. Para Eisler, tales ideas fueron transmitidas por el Josefo Eslavo, que aceptó como auténtico. De este modo, relacionó a los josefinos occidentales, a los que situó en Lombardía y Provenza, con los paulicianos reasentados en Europa en el siglo VIII.
Los josefinos se identifican a veces con los josefistas (Josephistae) mencionados por un escritor del siglo XIII en Alemania. A estos últimos se les acusa de practicar sólo el matrimonio espiritual y de condenar la actividad sexual, en cuyo caso probablemente tomaron su nombre de San José, quien, según la visión católica de la virginidad perpetua de María, no consumó su matrimonio. Ilarino da Milano, sin embargo, rechazó la identificación de las dos sectas por considerarla infundada.

## Biografía
- Eisler, Robert (1931). The Messiah Jesus and John the Baptist: According to Flavius Josephus' Recently Rediscovered 'Capture of Jerusalem' and the Other Jewish and Christian Sources. Dial Press.
- Hamilton, Bernard (2004). «Introduction».  En Janet Hamilton, ed. Hugh Eteriano: Contra Patarenos. Brill. pp. 1-102.
- Lambert, Malcolm (2002). Medieval Heresy: Popular Movements from the Gregorian Reform to the Reformation (3rd edición). Wiley-Blackwell.
- Milano, Ilarino da (1983). Eresie medioevali: Scritti minori. Rimini.

- Datos: Q96384752